# Sortstrubet bynkefugl
Sortstrubet bynkefugl (latin: Saxicola rubicola) er en lille spurvefugl, der er udbredt i store dele af Europa, i det nordvestlige Afrika samt Tyrkiet og Kaukasus. Arten minder meget om bynkefugl, men foretrækker mere tørre områder end denne. I Danmark er den en fåtallig ynglefugl i Jylland, f.eks. i Frøslev Mose i Sønderjylland og i klitterne i Vest- og Nordjylland. I 2000 blev den danske bestand anslået til 15 ynglepar. De danske fugle er i milde vintre standfugle, men normalt overvintrer de sydligere, sandsynligvis i Vesteuropa.
Hannen har i yngletiden sort hoved og strube med orange underside og hvid halsplet, mens hunnen er mindre kontrastrigt farvet. I alle dragter kan arten kendes fra bynkefugl på ensfarvet mørk hale.
Traditionelt er sibiriske fugle, der blandt andet adskiller sig ved at hunnerne har lys øjenbrynsstribe, blevet opfattet om en underart af sortstrubet bynkefugl, men nyere undersøgelser tyder på, at de udgør en selvstændig art, sibirisk bynkefugl (Saxicola maurus). På samme måde tyder det på at underarterne af sortstrubet bynkefugl, der yngler syd for Sahara, bør regnes for at tilhøre en anden art, afrikansk bynkefugl (Saxicola torquatus). Ifølge denne nye viden findes der således nu kun to underarter af sortstrubet bynkefugl, rubicola og hibernans.